# Surrealismus

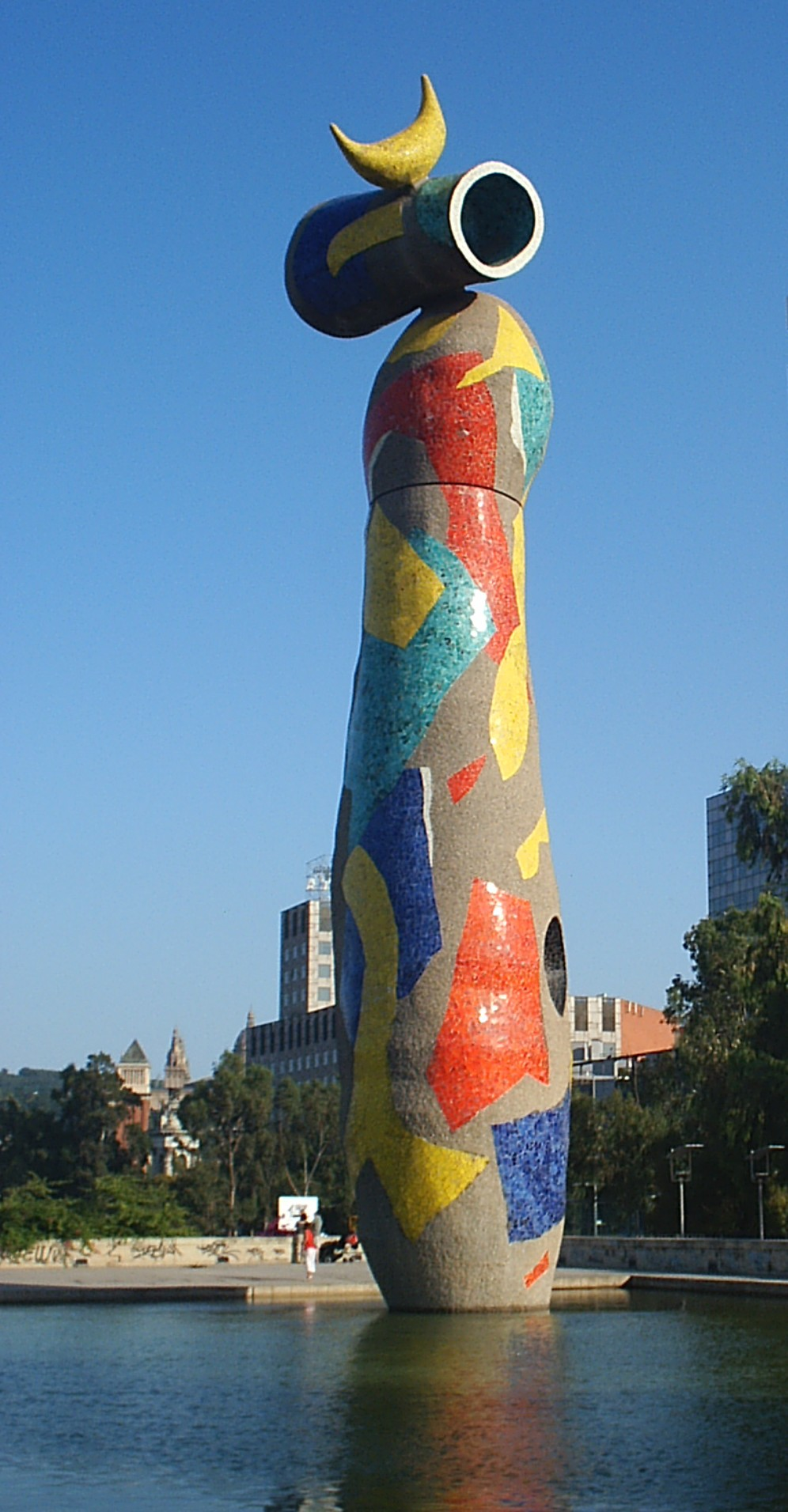
Frau und Vogel (Barcelona 1982) von Joan Miró

Surrealismus bezeichnet eine geistige Bewegung, die sich seit den 1920er Jahren als Lebenshaltung und Lebenskunst gegen traditionelle Normen äußert. Sie findet bis in die Gegenwart sowohl philosophisch als auch in den Medien, Literatur, Kunst und Film ihren Ausdruck. Im Unterschied zum satirischen Ansatz des Dada werden gegen die herrschenden Auffassungen vor allem psychoanalytisch begründete Theorien verarbeitet. Traumhaftes, Unbewusstes, Absurdes und Phantastisches sind daher Merkmale der literarischen, bildnerischen und filmischen Ausdrucksmittel. Auf diese Weise sollen neue Erfahrungen gemacht und neue Erkenntnisse gewonnen werden.

## Begriff
Das Wort „Surrealismus“ bedeutet wörtlich „über dem Realismus“. Etwas, das als surreal bezeichnet wird, wirkt traumhaft im Sinne von unwirklich. Die vom französischen Schriftsteller und Kritiker André Breton seit 1921 in Paris geführte surrealistische Bewegung suchte die eigene Wirklichkeit des Menschen im Unbewussten und benutzte Rausch- und Traumerlebnisse als Quelle der künstlerischen Eingebung. Sie bemühte sich darum, das Bewusstsein und die Wirklichkeit global zu erweitern und alle geltenden Werte umzustürzen. Logisch-rationale „bürgerliche“ Kunstauffassungen wurden radikal und provokativ abgelehnt. Der Surrealismus wird daher als anarchistische, bzw. revolutionäre Kunst- und Weltauffassung bezeichnet.
Die Bezeichnung „Surrealismus“ geht auf Guillaume Apollinaire zurück. Ganz im Sinne des Grundgedankens der Bewegung erfand Apollinaire diese Bezeichnung. Er wolle mit diesem unbekannten und daher symbolisch unbelasteten Wort eine Tendenz der gegenwärtigen literarischen und bildnerischen Aktivitäten benennen, schrieb er in der Einleitung seines Theaterstückes Les mamelles de Tirésias (Die Brüste des Tiresias). Es trägt den Untertitel „ein surrealistisches Drama“. Es wurde im Juni 1917 uraufgeführt und später von Francis Poulenc als Grundlage seiner gleichnamigen Oper verwendet. Im Mai desselben Jahres hatte Apollinaire den Begriff bereits im Programmzettel zum Ballett Parade erwähnt. 1924 übernahm Breton das Wort Surrealismus als Namen für die bereits vorhandene Bewegung.
Man kann den Surrealismus in zwei Unterarten unterteilen:
1. Veristischer oder auch kritisch-paranoischer Surrealismus (Vereinigung nicht zusammengehöriger Dinge, verdrehte Perspektiven, wie man sie z. B. von Salvador Dalí kennt), Bildbeispiel Traum, verursacht durch den Flug einer Biene um einen Granatapfel, eine Sekunde vor dem Aufwachen (1944).
2. Abstrakter oder absoluter Surrealismus (dasselbe Prinzip wie oben genannt nur ohne jeglichen Realismus), wie z. B. in Bildern von Joan Miró, Bildbeispiel Karneval des Harlekins (1924/25).

## Entstehung
Ausgehend von der dadaistischen Bewegung in Paris war auch der Surrealismus eine revolutionäre Bewegung, die gegen die unglaubwürdigen Werte der Bourgeoisie antrat. Im Unterschied zum satirischen Dadaismus wurde im Surrealismus eine neuartige Sicht der Dinge propagiert. Die künstlerischen Ausdrucksmittel waren vom Symbolismus, Expressionismus, Futurismus, den Schriften Lautréamonts, Arthur Rimbauds, Alfred Jarrys und den Theorien Sigmund Freuds beeinflusst.
Die Gründungsmitglieder der surrealistischen Bewegung entstammten der Generation vor der Wende vom 19. zum 20. Jahrhundert. Denken, Literatur, Kunst und Musik hatten sich an vielen Orten schon von Traditionen verabschiedet und es entwickelten sich neue Ausdrucksmittel. Die „metaphysische Malerei“ des Italieners Giorgio de Chirico beeindruckte denkende, dichtende und malende Künstler, die sich später in den Reihen der Surrealisten wiederfanden. Für ihn sei wichtig, was er sehe, schrieb er; am wichtigsten sei aber das, was er mit geschlossenen Augen sehe. Vermutlich war es diese Verbindung zwischen Vorgestelltem und sinnlich Wahrgenommenem in seinen Bildern, die Surrealisten faszinierte.
Ein weiterer Einfluss auf die Entstehung der surrealistischen Bewegung ging vom Dada aus. Die Erfahrungen des Ersten Weltkrieges verstärkten diese Bewegung. Die Zeit vor dem Krieg war von den jugendlichen Surrealisten, die sich damals noch Supranaturalisten nannten, als unbeschwert und frei erlebt worden. In Paris waren internationale Gruppen entstanden, die sich miteinander im Gespräch befanden. Der Krieg unterbrach es. Die Erfahrungen dieses Krieges mit zigtausenden Toten und der Einbruch in soziale Beständigkeiten wirkten traumatisierend und forderten zur Stellungnahme heraus. Kriegsheimkehrer gründeten Zeitschriften wie SIC, Nord-Sud und Dada, die der dadaistischen Bewegung wieder eine Stimme gaben, die sich nicht dem Chor der Kriegsheldenverehrung anschließen wollte.
Wenige Jahre später kam es zum Bruch mit dem Dada. 1922 rief Bréton den Congrès de Paris ins Leben, um eine Richtung für die verschiedenen Formen der modernen Kunst vorzugeben. Der Kongress, mit parlamentarischer Satzung, sollte unter Polizeischutz stattfinden. Breton meinte,

„daß der Dadaismus keinem anderen Zweck gedient haben kann als dem, uns in dem vollkommenen Zustand der Verfügbarkeit zu halten, in dem wir gegenwärtig sind und aus dem heraus wir jetzt in aller Klarheit auf das zugehen werden, was uns ruft.“

Für Tristan Tzara, den Führer des Dada, stellte Bretons Vorgehen einen Affront dar, weshalb er die Einladung zum Kongress „in aller Freundlichkeit“ ablehnte. Breton wiederum ging nun Tzara öffentlich scharf an und bezeichnete ihn „als einen Schwindler, der nichts mit der Erfindung Dada zu tun habe.“ Der Vorfall artete zu einer Zerreißprobe der Mitglieder aus und bedeutete quasi das Ende der Dada-Bewegung.
In einer Julinacht im Jahr 1923 kam es schließlich im Pariser Théâtre Michel zu Handgreiflichkeiten, als Tristan Tzaras Schauspiel Le Cœur à Gaz aufgeführt werden sollte. Tzaras frühere Freunde Louis Aragon, Benjamin Péret und Breton stürmten die Bühne und griffen die Darsteller an.
Das Ende des Ersten Weltkriegs kann als Zeitpunkt der Entstehung der Bewegung in Frankreich gelten, die ab 1924 unter dem Namen Surrealismus das sozialpolitische Denken und die Literatur beeinflusste. Als französische Bewegung in Politik, Kunst und Literatur ist sie auf die Zeit zwischen den beiden Weltkriegen begrenzt. Andererseits gehört sie als geistige Bewegung zur europäischen Geistesgeschichte. Sie enthält Auffassungen, die auch schon in der Vergangenheit – z. B. in der Romantik – auftauchten. Es ging dabei stets um Alternativen zu traditionellen Auffassungen. Inzwischen sind surrealistische Auffassungen weltweit verbreitet.
André Breton war eng mit der Entstehung der surrealistischen Bewegung in Frankreich verbunden. In der Anfangszeit zeigte sich der Surrealismus als philosophisch-literarische Bewegung. André Breton, Louis Aragon und Philippe Soupault gaben die Zeitschrift Littérature heraus. Hier wurden surrealistische Ideen veröffentlicht und diskutiert. Die Zahl der Beiträge nahm zwischen 1922 und 1924 stark zu. Breton zeigte sich zunehmend als Wortführer. Kreativität, so propagierte er, hänge davon ab, ob es gelänge, sich von den Lasten der Vergangenheit und realistischen Strukturen zu befreien. Die Fantasie solle die ausschließliche Inspiration sein. Die Kontrolle durch die Vernunft sei dabei überflüssig. Dieser Rahmen ermöglichte es Dadaisten und Surrealisten sich ihm anzuschließen.
Im Zusammenhang mit politischen Entwicklungen – wie den revolutionären Veränderungen in Russland, der Gründung der KPF und dem Hervorkommen des Faschismus – entschied Breton Ende der 1920er Jahre, dass Surrealisten sich politisch engagieren sollten. Seinen Höhepunkt hatte diese Auseinandersetzung 1930 mit Bretons „Zweitem surrealistischen Manifest“, in welchem dieser auf eine klare Stellungnahme der Künstler gegen den sich ausbreitenden Faschismus in Europa hinwirken wollte. Breton sagte sich von allen los, die seine revolutionäre Auffassung nicht teilten und behandelte sie als Gegner. Von nun an war die surrealistische Bewegung in die Gruppe der Revolutionäre und in die Gruppe derjenigen gespalten, die jahrelang dazu beigetragen hatten, surrealistische Ausdrucksmittel zu erfinden.

## Philosophische Voraussetzungen surrealer Ideen
Zu Bretons grundsätzlichen Gedanken, die auch seine Anhänger teilten, gehörte die Auffassung, dass es keine objektiv gegebene äußere Wirklichkeit gibt. Folglich kann die Sprache die Welt nicht objektiv darstellen, wie traditionell angenommen wurde. Die Symbolik der herrschenden Sprache ermöglicht weder neue Erfahrungen noch neue Erkenntnisse. Surrealistische Schriftsteller sollten daher eine neue Sprache erfinden,

„… um auf ihr ein neues Denken, eine neue Weltbeziehung und letztlich sogar eine neue Welt begründen zu können.“

Ohne eine neue Sprache sind auch gesellschaftspolitische Veränderungen nicht möglich. Es wurde daher die Befreiung der „Wörter“ und eine Ästhetik der „kühnen Metapher“ gefordert.
Auch die Wahrnehmung muss sich ändern, wenn Neues entdeckt oder erfunden werden soll. Sie muss vor allem vorurteilsfrei und spontan sein. In seinem Buch über den Surrealismus zitiert Gaétan Picon  aus Die verlorenen Schritte: Auftritt der Medien von Breton folgende Beschreibung eines veränderten Wahrnehmens:[5]

„Im Jahre 1919 hatte sich mein Augenmerk auf die mehr oder weniger unvollständigen Sätze gerichtet, die bei völliger Einsamkeit und herannahendem Schlaf dem Geist wahrnehmbar werden, ohne dass es möglich wäre, eine vorherige Bestimmung in ihnen zu entdecken.“

Max Ernst schrieb in seiner Veröffentlichung Jenseits der Malerei im Jahr 1936:

„An einem regnerischen Tag des Jahres 1919, in einer Stadt am Rhein, fiel mir auf, mit welcher Besessenheit mein irritiertes Auge an den Seiten eines Bilderkataloges haftete, in dem Gegenstände zur anthropologischen, mikroskopischen, psychologischen, mineralogischen und paläontologischen Veranschaulichung abgebildet waren. Dort standen Bildelemente nebeneinander, die einander so fremd waren, dass gerade die Sinnlosigkeit dieses Nebeneinanders eine plötzliche Verschärfung der visionären Kräfte in mir verursachte, und eine halluzinierende Folge widersprüchlicher […] Bilder wachgerufen wurde […].“

Nach André Breton behindert das Ziel, etwas Schönes schaffen zu wollen, den psychischen Automatismus der Niederschrift des Gedankenflusses. Ähnlich wie ästhetische Überlegungen wirken auch moralische oder logische Einwände (wie überhaupt jedes Dazwischentreten des Willens) als Akte innerer Zensur, die die Offenlegung verborgene Geheimnisse verhindert.

## Die Surrealisten-Gruppe

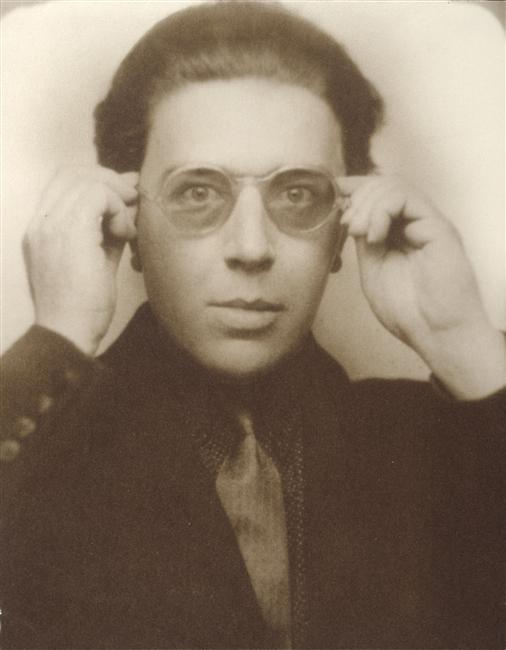
André Breton, 1924

Breton veröffentlichte 1924 sein erstes Manifeste du Surréalisme in Paris und dominierte in der Folge die Bewegung. Für die Dauer der Bewegung blieb das Manifest maßgebend, im sogenannten „zweiten surrealistischen Manifest“ von 1929 wurden nur geringfügige Änderungen vorgenommen. Die Zeitschrift Littérature wurde eingestellt, um  La Révolution surréaliste, dem Forum der neuen Bewegung, Platz zu machen. Ein „Büro für surrealistische Forschungen“ in der rue de Grenelle 15 rundete die Institutionalisierung ab.
Die Bilder der Surrealisten haben oft traumhafte und abstrakte Wirkung. Ein vielbehandeltes Bildthema der surrealistischen Malerei ist beispielsweise Die Versuchung des Heiligen Antonius, unterstützt durch den Bel-Ami-Wettbewerb von 1946, an dem viele bekannte Künstler der Zeit, wie Max Ernst, Salvador Dalí und viele andere teilnahmen. Ernst wurde der erste Preis zuerkannt.
Bevorzugte Arbeitsweisen waren: Das Bewusstsein durch Traum, Schlaf oder Rauschmittel abschalten und Unbewusstes in einem automatischen, nicht gesteuerten Schaffungsprozess zum Ausdruck kommen lassen sowie eine übergenaue Malweise, Verfremdung oder Kombination unmöglicher Dinge und Zustände, welche die Wirklichkeit übersteigen.
Das Verfahren, mit dem schreibend und zeichnend experimentiert wurde, war das Automatische Schreiben (Écriture automatique), das spontan und ohne Einschränkungen des Bewusstseins sein sollte. In gewollter Trance und in Traumprotokollen sollten Ängste und Begierden ohne Zensur des Bewusstseins deutlich werden und Figuren ohne Erinnerung an bereits vorhandene Bilder freisetzen.
Politische Streitigkeiten hatten zur Auflösung der Gruppe der Surrealisten nach 1928/29 beigetragen. Trotz einer Wiederbelebung während der Jahre der Résistance (1940–1944) kann nach dem Zweiten Weltkrieg von einer surrealistischen Bewegung kaum noch die Rede sein. Unter dem französischen Einfluss fasste der Surrealismus besonders in Spanien, in den Vereinigten Staaten und Mexiko Fuß. Dort bildete sich eine kleine Splittergruppe um den österreichischen Exilanten Wolfgang Paalen, dessen holistische Ideen mittels seines Kunstmagazins Dyn großen Einfluss auf die Genese des sog. Abstrakten Expressionismus ausübten. Auch im deutschen Sprachraum wurden surrealistische literarische Texte von Autoren wie Alfred Kubin, Hermann Kasack u. a. geschrieben. Der Surrealismus hat auch in der Literatur seinen Einzug erhalten. Dort konnte mit Hilfe von literarischen Impulsen aus der deutschen Romantik und des französischen Symbolismus und unter der Einbeziehung der zeitgenössischen Wissenschaften, wie Psychiatrie und Psychoanalyse die Literatur als Medium der Weltveränderung und Selbsterkenntnis neu definiert werden. So hat der Surrealismus eine nachhaltige Wirkung auf verschiedenste Werke zeitgenössischer Kunst und Literatur, wie zum Beispiel auf die seit etwa 1950 entstandene konkrete und abstrakte Dichtung.
Texte und Ideen von René Magritte (1889–1967) hatten später großen Einfluss auf die Konzeptkunst, z. B. Marcel Broodthaers. Die Situationisten beriefen sich in den 1960er Jahren bei ihrem Angriff auf die Wirklichkeit auch auf die Surrealisten.
Heute wird jeder Stil als surrealistisch bezeichnet, der Reales mit Traumhaftem oder Mystischem verbindet. So beansprucht auch das Irreale oder der sinnlose Zusammenhang den gleichen selbstverständlichen Realitätscharakter wie die alltägliche Wirklichkeit, die selbst oft surreal oder absurd scheint. Surrealistische Bild- und Traumwelten haben durch Werbung und Massenmedien als kommerzielle Produkte den Weg in den Alltag gefunden (z. B. zeitgenössisches Spielzeug).
Doch auch in der zeitgenössischen Malerei ist der Surrealismus (wieder) lebendig.

## Post-Breton-Surrealismus
Obwohl die Bezeichnung „Surrealismus“ historisch die Künstlergruppe um Breton meint, gibt es auch in der Nachfolge viele andere Gruppen und Einzelpersonen, die den Namen aufgenommen haben.
Bereits 1947 gründete Christian Dotremont die kurzlebige Revolutionary Surrealist Group; 1948 schloss er sich mit Asger Jorn und mehreren anderen Künstlern zu der Gruppe COBRA zusammen. Parallel zu COBRA entwickelte sich in Frankreich um Isidore Isou der vom Surrealismus beeinflusste Lettrismus.
Mitglieder dieser verschiedenen Gruppierungen schlossen sich schließlich in den 1950er Jahren zu der Situationistischen Internationalen zusammen, die ein komplexes Verhältnis zum Surrealismus aufrechterhielt. Einige Situationisten wie Asger Jorn, Charles Radcliffe und Raoul Vaneigem waren offen erkennbar vom Surrealismus beeinflusst und reflektierten diesen, während andere wie Guy Debord sich davon distanzierten. Während surrealistische Techniken noch ein Bestandteil des Konzeptes waren, war der politische Anspruch im Situationismus oftmals vorrangig.
Ähnlich politisch motiviert war die 1966 gegründete Chicago Surrealist Group. Auch in Europa entstanden in der zweiten Hälfte des 20. Jahrhunderts Künstlergruppierungen, wie die polnische Orange Alternative, die surrealistische Konzepte in politischen Aktionen umsetzten.
Aktuell beziehen sich zahlreiche Gruppen wie der Massurrealismus, das OFFAL Project in New York oder die Surrealist London Action Group explizit auf surrealistische Ideen. Auch in der Malerei wurden und werden surrealistische Motive und Techniken weiterhin aufgegriffen, wie beispielsweise durch Wolfgang Lettl, Frank Kortan und Roberto Yáñez.

## Mitglieder der Surrealistengruppe

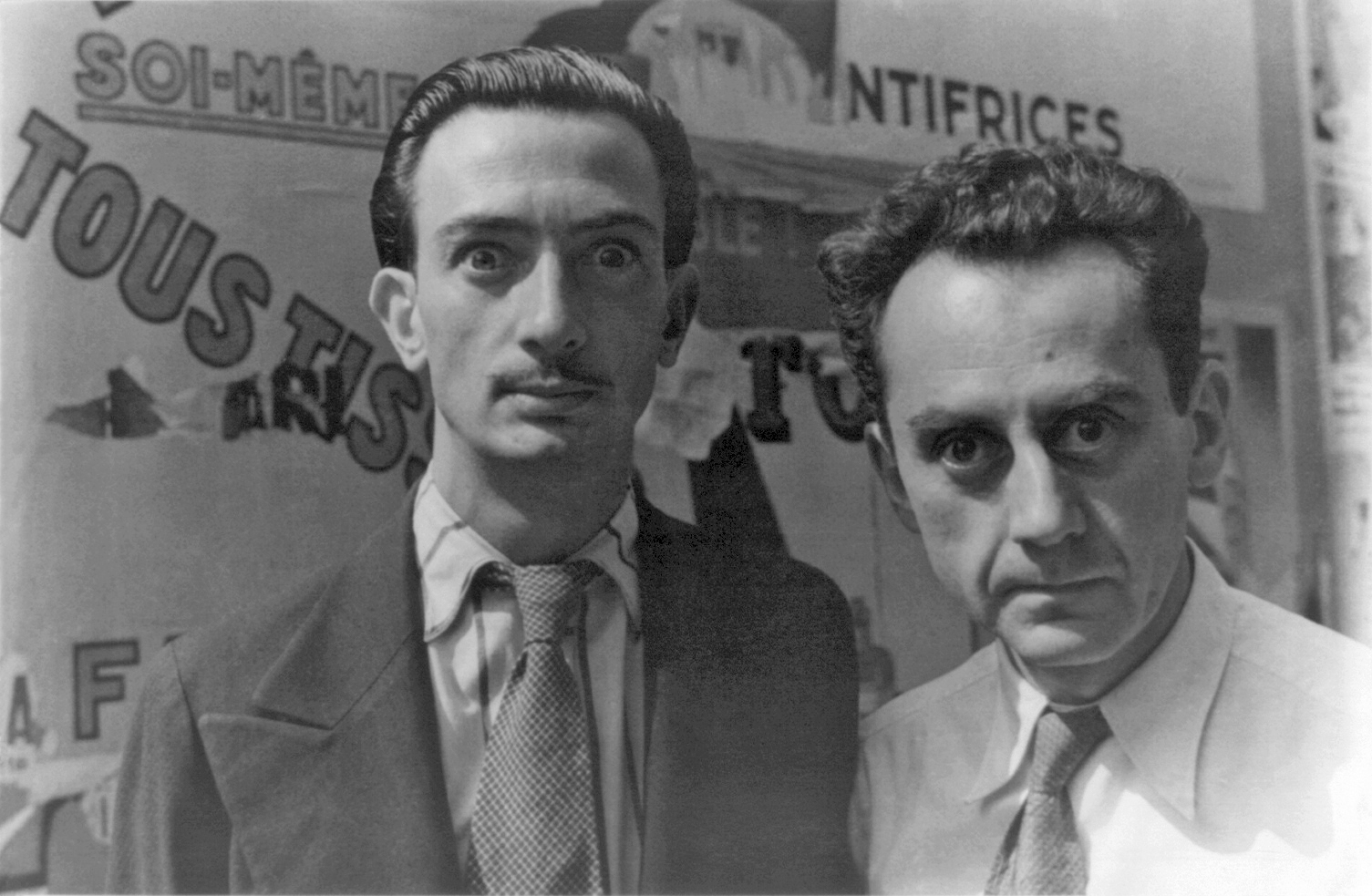
Salvador Dalí und Man Ray, 16. Juni 1934 in Paris, Fotograf: Carl van Vechten

Maxime Alexandre (1932 ausgeschlossen), Richard Anders, Louis Aragon (1932 ausgeschlossen), Jean Arp, Antonin Artaud (1926 ausgeschlossen), Jacques Baron, Georges Bataille (1929 ausg.), Victor Brauner, André Breton, Luis Buñuel, René Char, Achille Chavée, Giorgio de Chirico, René Crevel, Salvador Dalí (1934 ausg.), Robert Desnos, Óscar Domínguez, Marcel Duhamel, Paul Éluard (1938 ausg.), Max Ernst (1954 ausg.), Camille Goemans, Irène Hamoir, Marcel Jean (1951 ausgeschlossen),  Wifredo Lam, Michel Leiris, Gilbert Lély, Georges Limbour, René Magritte, Marcel Mariën, Joyce Mansour, André Masson, Roberto Matta (1948 ausg.), E. L. T. Mesens, Joan Miró, Max Morise (1929 ausg.), Paul Nash, Pierre Naville, Vítězslav Nezval, Paul Nougé, Wolfgang Paalen (1942 ausg.), Roland Penrose, Benjamin Péret, Francis Picabia, José Pierre, Jacques Prévert (1930 selbst ausgetreten), Raymond Queneau (1930 ausg.), Man Ray, Georges Ribemont-Dessaignes, Hans Richter, Robert Rius, Louis Scutenaire, Kurt Seligmann, Philippe Soupault (1926 ausg.), André Souris, Shuzo Takiguchi, Georges Spiro, Yves Tanguy, Toyen, Tristan Tzara, Pierre Unik (1932 ausg.), Roger Vitrac (1926 ausg.), Gellu Naum, Hans Bellmer.

## Zitate
„Ich glaube an die künftige Auflösung dieser scheinbar so gegensätzlichen Zustände von Traum und Wirklichkeit in einer Art absoluter Realität, wenn man so sagen kann: Surrealität. Nach ihrer Eroberung strebe ich, sicher, sie nicht zu erreichen, zu unbekümmert jedoch um meinen Tod, um nicht zumindest die Freuden eines solchen Besitzes abzuwägen.“

„Er ist schön […] wie die zufällige Begegnung eines Regenschirmes mit einer Nähmaschine auf dem Seziertisch.“

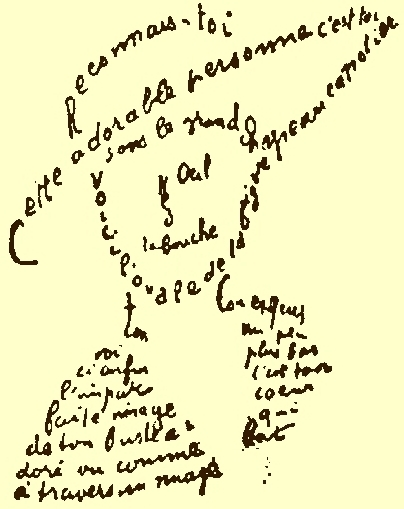
Gedicht aus den Calligrammes von Apollinaire

Der Comte de Lautréamont gilt als: „Großvater“ des Surrealismus. André Gide sah es als bedeutendstes Verdienst von Louis Aragon, André Breton und Philippe Soupault an, seine „literarische und ultraliterarische Bedeutung“ erkannt und verkündet zu haben. 1920 nahm Man Ray die berühmt gewordene Stelle aus dem 6. Gesang als Ausgangspunkt für sein Werk „The Enigma of Isidore Ducasse“ (Das Geheimnis des Isidore Ducasse). „Die Gesänge des Maldoror“ inspirierten zahlreiche weitere surrealistische Künstler, darunter Salvador Dalí, René Magritte, Victor Brauner, Óscar Domínguez, Joan Miró und Yves Tanguy. In unmittelbarer Anlehnung an Lautréamonts „zufällige Begegnung“ hat Max Ernst die Struktur des surrealistischen Bildes definiert: „Collage-Technik ist die systematische Ausbeutung des zufälligen oder künstlich provozierten Zusammentreffens von zwei oder mehr wesensfremden Realitäten auf einer augenscheinlich dazu ungeeigneten Ebene – und der Funke Poesie, welcher bei der Annäherung dieser Realitäten überspringt.“

## Künstlerinnen des Surrealismus
- Malerinnen: Gertrude Abercrombie, Leonora Carrington, Leonor Fini, Jane Graverol, Valentine Hugo, Frida Kahlo, Jacqueline Lamba, Manina, Valentine Penrose (hauptsächlich Lyrikerin), Alice Rahon, Kay Sage, Dorothea Tanning, Toyen, Remedios Varo, Unica Zürn (hauptsächlich Lyrikerin)
- Bildhauerin: Meret Oppenheim
- Fotografinnen: Denise Bellon, Claude Cahun (hauptsächlich Schriftstellerin), Dora Maar (auch Malerin), Lee Miller

## Surrealistische Filme
Die Klassiker des surrealistischen Films sind Ein andalusischer Hund (Un chien andalou) und Das goldene Zeitalter (L’Âge d’Or) von Luis Buñuel und Salvador Dalí. Letzterer verursachte bei seiner Aufführung im Jahre 1930 einen Skandal, als rechtsgerichtete Gruppierungen Farbbeutel gegen die Leinwand warfen und surrealistische Bilder zerstörten. Zur Aufrechterhaltung der Ruhe wurde der Film für Jahrzehnte verboten.
Antonin Artaud, Philippe Soupault und Robert Desnos schrieben Drehbücher für surrealistische Filme.
Alfred Hitchcock ließ eine Traumsequenz seines Films Spellbound („Ich kämpfe um dich“) von Salvador Dalí gestalten. Verwandtschaft zeigen die Filme von Viking Eggeling, Hans Richter und Fernand Léger.
Filme der surrealistischen Bewegung:
- Entr’acte von René Clair (1924)
- La Coquille et le clergyman. von Germaine Dulac, Drehbuch: Antonin Artaud (1927)
- Un Chien Andalou von Luis Buñuel und Salvador Dalí (1928)
- L’Étoile de mer von Man Ray (1928)
- L’Age d’Or von Luis Buñuel und Salvador Dalí (1930)

Die surrealistische Ästhetik wurde später auch von Spielfilm-Regisseuren aufgegriffen, etwa von Alain Resnais (Letztes Jahr in Marienbad) und Glauber Rocha, aber auch wieder von Luis Buñuel (El ángel exterminador, 1962; Der diskrete Charme der Bourgeoisie, 1972; Das Gespenst der Freiheit, 1974). Alejandro Jodorowskys Filme sind stark vom Surrealismus beeinflusst: Fando y Lis (1967), El Topo (1971), Der heilige Berg (1973), Santa Sangre (1989). Als bekannter aktueller Vertreter kann David Lynch angesehen werden, viele seiner Filme (z. B. Eraserhead, 1977 oder Lost Highway, 1997) haben einen surrealen Charakter. Eine traumartige Atmosphäre lässt immer wieder die Grenzen zwischen Realität und Imagination zerfließen (auch in Mulholland Drive, 2001).
Filme mit teilweise surrealistischen Zügen:
- J’irai Comme Un Cheval Fou von Fernando Arrabal (1973)
- Celine and Julie Go Boating von Jacques Rivette (1974)
- Possession von Andrzej Żuławski (1981)
- Motorama von Barry Shils (1991)
- Serial Experiments Lain von Yoshitoshi ABe (1998)
- Songs from the Second Floor von Roy Andersson (2000)
- Cat Soup von Tatsuo Sato (2001)
- Maximale Schande (Maximum Shame) von Carlos Atanes (2010)
- La planète sauvage (Der wilde Planet) von René Laloux (1973)
- Tenshi no Tamago (Angel´s Egg) von Yoshitaka Amano und Mamoru Oshii (1985)

| Literatur | Bildende Kunst |
| Louis Aragon, Antonin Artaud, Georges Bataille, André Breton, René Crevel, Paul Éluard, Benjamin Péret, Jacques Prévert, Philippe Soupault, Tristan Tzara, Gellu Naum | Jean Arp, Luis Buñuel, Salvador Dalí, Max Ernst, Alberto Giacometti, Eli Lotar, René Magritte, Roberto Matta, André Masson, Joan Miró, Man Ray, Yves Tanguy, Victor Brauner |

## Ausstellungen der Surrealisten
- 1925: La Peinture Surrealiste, Galerie Pierre, Paris (erste Gemeinschaftsausstellung)
- 1928: Le Surréalisme, existe-t-il? Galerie Au Sacre du Printemps, Paris
- 1931: Ausstellung im Wadsworth Atheneum in Hartford/Connecticut (erste surrealistische Ausstellung in den USA)
- 1932: Surrealism Paintings, Drawings and Photographs, Julien Levy Gallery, New York
- 1933: Exposition du surréalisme, Galerie Pierre Colle, Paris.
- 1936: International Surrealist Exhibition, New Burlington Galleries, London (erste surrealistische Ausstellung in England)
- 1936: Exposition Surréaliste d’Objets. Galerie Charles Ratton, Paris
- 1936: Fantastic Art, Dada and Surrealism. Museum of Modern Art, New York
- 1938: Exposition Internationale du Surréalisme, Galerie Beaux-Arts, Paris
- 1940: Exposición internacional del surrealismo, Galería de Arte Mexicano, Mexiko-Stadt
- 1942: First Papers of Surrealism, Whitelaw Reid Mansion, Manhattan, New York
- 1947: Le Surréalisme en 1947, Galerie Maeght, Paris
- 1959/1960: EROS, Galerie Cordier, Paris
- 1965: L’Écart absolu, Galerie de l’Œil, Paris